# Топонимия Кыргызстана

Административное деление Кыргызстана

Топонимия Киргизии — совокупность географических названий, включающая наименования природных и культурных объектов на территории Киргизии. Структура и состав топонимии обусловлены такими факторами, как состав населения и история страны.

## Название страны
В дореволюционной России и в первые годы существования советской власти под киргизами в широком смысле понимали не только современных киргизов (кара-киргизы), но и казахов (киргиз-кайсаки) с каракалпаками (киргиз-каракалпаки). Киргизами в царское время также называли хакасов (см. Киргизская землица). В результате национально-территориального размежевания Средней Азии в 1920-х годах появился термин «Киргизия». Первоначально слово «Киргизия» употреблялось в отношении Киргизской АССР (1920—1925) — казахской автономии. По национально-территориальному размежеванию Средней Азии 14 октября 1924 была образована Кара-Киргизская (с 25 мая 1925 — Киргизская) автономная область в составе РСФСР, 1 февраля 1926 она была преобразована в Киргизскую АССР. 5 декабря 1936 республика была выделена из состава РСФСР и получила статус союзной республики под названием Киргизской ССР.
После распада СССР в ряде республик было произведено переименование русских названий стран и городов в соответствии с фонетикой языков титульных этносов. Так, в Киргизии вместо традиционного русского названия страны — «Киргизия» — официально и повсеместно стали употреблять названия «Кыргызская Республика» (кирг. Кыргыз Республикасы) и «Кыргызстан» (кирг. Кыргызстан). Это же название страны на русском языке используется в международных организациях, в которых одним из рабочих или официальных языков является русский язык. В двухсторонних договорах между Россией и Киргизией МИД РФ официально использует название «Киргизская Республика».
На киргизском языке слово Кыргызстан обозначает «страна кыргызов» и образовано прибавлением к этнониму «кыргыз» суффикса «-стан», происходящего из персидского языка.

## Формирование и состав топонимии
Состав топонимии Киргизии в целом типичен для топонимии республик Средней Азии, в нём выделяется три основных топонимических пласта:
- нижний — древнейший (иранский)
- средний — киргизский
- верхний (неполный) — русский.

При этом В. А. Жучкевич выделяет в топонимии Киргизии следующие специфические особенности:
- подавляющее большинство киргизских топонимов состоит из двух, редко из трёх слов, одно из которых является собственно термином, а другое — его характеристикой, например Алатау, Карасу, Коксу;
- в гидронимии — название одной и той же реки может меняться по ходу её течения, в зависимости от характера долины. впадающих притоков и т. д., например, река Чу в верховьях носит название Каракол, после впадения реки Суек именуется уже Кочкур, и только после впадения Джуван-арыка называется Чу; с другой стороны — различные реки, берущие начало близ одной горной вершины, могут носить одно и то же название, различаясь лишь детализирующим пояснением — например, из одного района Кунгей-Алатау берут начало шесть рек с одинаковым названием Койсу;
- некоторые географические названия были неизвестны широкому населению страны и лишь в последнее время внедряются через СМИ (например, Тянь-Шань)[5].

Топонимы иранского происхождения встречаются чаще всего в юго-западной части страны; как правило, они относятся к ойконимии: Гарм, Шахимардан, Исфаха, Раут и т. д. По мнению Жучкевича, это объясняется особенностями расселения киргизов и спецификой их трудовой деятельности: киргизы в прошлом были скотоводами и не создавали сколько-нибудь значительных постоянных селений, в то время как соседние таджики (народ иранской языковой группы) и другие соседние народы жили в постоянных поселениях. В пограничной полосе смешанного киргизско-таджикского населения оронимы и гидронимы чаще всего имеют киргизское происхождение, а ойконимы — таджикское.
Основной пласт топонимов составляют киргизские топонимы, которые чаще всего характеризуют особенности местности. Чаще всего встречаются характеристики форм рельефа, вод и сельхозугодий. Выделяются следующие основные группы киргизских топонимов:
1) Колористические
- Ак («белый») — Ак-Суу, Ак-Талаа, Ак-Башат, Ак-Булак, Ак-Белес, Ак-Бешик, Ак-Бешим, Ак-Бейит, Акбулун, Ак-Зоо, Ак-Жар, Аксай и т. д.;
- Боз, бос («серый») — Боз-Тектир, Боз-Адыр, Бостери и. т. д.
- Кок, кёк («синий, голубой») — Кокдала, Коксу, Кёк-Мойнок, Кок-Ой и. т. д.
- Сары («жёлтый») — Сарыджас, Сары-Ой, Сары-Бел, Сары-Булак, Сары-Дёбё, Сары-Таш, Сары-Челек и. т. д.
- Кара («чёрный») — Каракол, Кара-Суу, Кара-Булак, Кара-Буура, Каракече, Караташ, Карадарья, Кара-Кыз и. т. д.
- Кызыл («красный») — Кызыл-Адыр, Кызыл-Джылдыз, Кызыл-Булак, Кызыл-Кия и. т. д.
- Ала («разноцветный») — Аламышык, Ала-Бука, Алатау, Ала-Буга и. т. д.

2) Количественные
- Бир, жалгыз, жангыз, сынар («один») — Жалгыз-Орюк, Бир-Булак, Жангыз-Арча, Сынар-Жар и. т. д.
- Эки, кош («два») — Эки-Бала, Эки-Булак, Эки-Суу, Кошкоргон, Кош-Булак, Кош-Дайра, Кош-Дебе, Кош-Кёл и. т. д.
- Уч («три») — Уч-Булак, Уч-Коргон, Учемчек, Уч-Кошкон и. т. д.

3) Антропонимические
- Баетово (Муса Баетов), Григорьевка (Григорий Николаевич Лытиков), Ананьево (Николай Яковлевич Ананьев), Семёновка (Пётр Петрович Семёнов Тянь-Шанский), Пристань-Пржевальск (Николай Михайлович Пржевальский), Жайыл (Жайыл Баатыр), Байтик (Байтик Канаев) и. т. д.

4) Зоонимические
- Арсланбоб («львиный боб»), Ала-Бука («разноцветный бык»), Джеты-Огуз («семь быков»), Кара-Буура («чёрный верблюд»), Джиланды («змеиный»), Ат-Баши («голова коня») и. т. д.

5) Фитонимические
- Орюктю-Хутор («абрикосовый»), Арчалы («место можжевельников»), Беш-Алма («пять яблок»), Ак-Терек («белый тополь») и. т. д.

Некоторые киргизские топонимы, общие с казахскими, произносятся иначе. На картах топонимы Киргизии записаны, как правило, в казахском произношении. Это связано с тем, что в русский язык киргизские топонимы вошли при посредничестве казахского языка: казахи обычно были первыми проводниками у русских путешественников по Тянь-Шаню.
Русские топонимы в Киргизии встречаются реже, чем в Казахстане, но чаще, чем в Туркмении, что вполне объяснимо с точки зрения истории освоения страны и удельного веса русскоязычного населения. По подсчётам Н.Бутенко (оценка на середину 1960-х годов), в названиях рек Киргизии русскоязычные названия составляли 32 % (607 из 1896), а в названиях поселений — 23 % (227 из 984), при этом в русскоязычной топонимии много отантропонимических названий: среди рек — 30 %, среди названий поселений −26 %.
Русские топонимы концентрированы в основном в трёх регионах:1) Таласская долина (Покровка, Кировское, Ивано-Алексеевка и др.); 2) Чуйская долина (Камышановка, Ставрополька, Быстровка и др.); 3) Иссык-Кульская долина (Рыбачье, Ананьево, Григорьевка, Покровка). При этом в Киргизии, в отличие, например, от Республики Алтай, русская топонимия характеризуется преобладанием сравнительно новых топонимических моделей, в ней реже встречаются архаические формы.
За период 1987—2018 годов стране было переименовано 6 городов (19,4 % от их общего числа).

## Топонимическая политика
Вопросами топонимической политики в Киргизии занимается созданная в 1997 году Межведомственная комиссия по географическим названиям.